# Яматайкіно
Ямата́йкіно (рос. Яматайкино, марій. Лапсола) — присілок у складі Гірськомарійського району Марій Ел, Росія. Входить до складу Пайгусовського сільського поселення.

## Населення
Населення — 43 особи (2010; 43 у 2002).
Національний склад (станом на 2002 рік):
- гірські марійці — 100 %